# Plácido de Castro
Plácido de Castro je brazilské město v Acre. Leží asi 100 kilometrů od Ria Branca.

## Geografie
Sousední obce: Senador Guiomard, Acrelândia, Capixaba a Rio Branco.

## Historie
Bylo založeno roku 1976 a pojmenováno na počest generála Jose Placida de Castra.

## Transport
Plácido de Castro je dostupné po silnicích AC 475 a AC 40.